# Nhà hát Vương miện sắc đẹp

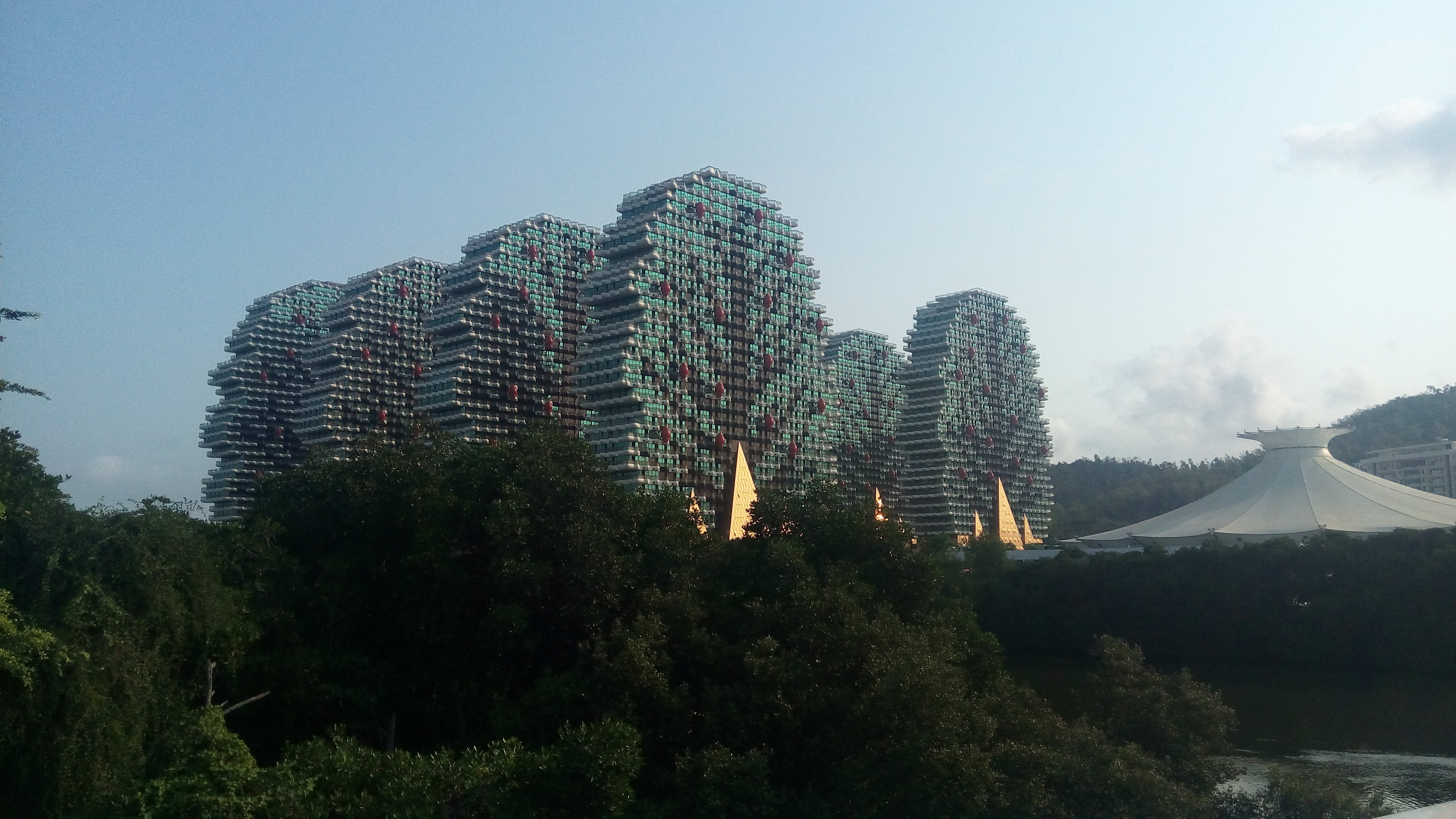
Nhà hát Vương miện sắc đẹp

Trung tâm văn hoá Vương miện sắc đẹp hoặc còn được gọi đến như Nhà hát Vương miện sắc đẹp là một đấu trường trong nhà hoặc nhà hát của thành phố nhiệt đới Tam Á, Đảo Hải Nam, Trung Quốc và nó hiện tại đang là đấu trường trong nhà và nhà hát lớn cho các hoạt động nghệ thuật và giải trí, cao 36 mét và diện tích khoảng 10.000 mét vuông được xây dựng vào năm 2003. Tọa lạc tại trung tâm thành phố, nhà hát Vương miện sắc đẹp được xây dựng để phục vụ cho cuộc thi Hoa hậu Thế giới 2003. Nhà hát có 3500 chỗ ngồi có khả năng nâng cấp thêm, hệ thống âm thanh công nghệ cao hiện đại và hệ thống chống sét. Nhà hát đã tổ chức thành công các kỳ Hoa hậu Thế giới qua các năm 2003, 2004, 2005, 2007, 2010, 2015, 2017 và 2018.

## Các liên kết
- Trang web chính thức của cuộc thi Hoa hậu Thế giới
- Website du lịch của thành phố Tam Á Lưu trữ ngày 6 tháng 8 năm 2009 tại Wayback Machine